# 密毛银莲花
密毛银莲花（学名：Anemone demissa var. villosissima）为毛茛科银莲花属下的一个变种。